# Phanocloidea monticola
Phanocloidea monticola är en insektsart som först beskrevs av Carl 1913.  Phanocloidea monticola ingår i släktet Phanocloidea och familjen Diapheromeridae. Inga underarter finns listade i Catalogue of Life.